# Tyrannochthonius philippinus
Tyrannochthonius philippinus es una especie de arácnido  del orden Pseudoscorpionida de la familia Chthoniidae.

## Distribución geográfica
Se encuentra en las Filipinas.